# Ectropothecium andrei
Ectropothecium andrei är en bladmossart som beskrevs av Jules Cardot och Potier de la Varde 1923. Ectropothecium andrei ingår i släktet Ectropothecium och familjen Hypnaceae. Inga underarter finns listade i Catalogue of Life.